# United Ploiești
Asociația Club Sportiv Atletic United 1906 Ploiești, cunoscut sub numele de United Ploiești, sau pe scurt United, este un club de fotbal profesionist din Ploiești, România, care evoluează în prezent în Liga A Prahova. Este primul club de fotbal din Ploiești, fiind fondat în anul 1906 de către o grupare de muncitori români si străini (americani, neerlandezi, italieni, englezi) de la Rafinăria Româno-Americană. Clubul are în palmares un titlu național obținut în 1912, fiind primul club din afara Bucureștiului care reușește să câștige campionatul național.
Începând cu 1914, jucătorii străini au părăsit țara, și United se vede dizolvată chiar înainte de începerea Primului Război Mondial. Jucătorii și staff-ul rămași au fost împărțiți între două cluburi, Româno-Americană București și Prahova Ploiești. În vara anului 2021, clubul este reînființat și începe să evolueze în Liga a IV-a Prahova.

## Istoric
Clubul a fost fondat în 10 martie 1906 de funcționarii americani și olandezi de la rafinăriile de petrol, sub președinția inginerului olandez Jacob Koppes. În echipă evoluau doar jucători străini. De abia în 1912 în echipă va apărea primul jucător român pe nume Vintilescu.
La începuturi United nu avea propria sa arenă, disputându-și meciurile pe stadionul rivalelor din București (Olympia București și Colentina București), Bolta Rece.
În anul 1909 a fost construit din inițiativa primarului ploieștean Radu Stanian și a președintelui Partidului Conservator-Democrat, Take Ionescu, un stadion cu 800 de locuri. Stadionul numit La Șosea din cauză că era aproape de șoseaua București-Ploiești se afla pe Strada Lunei, astăzi parcul Mihai Eminescu.

## Echipa
Echipa era poreclită la acea vreme "bufnițele" pentru că se antrenau mai mult în întuneric la lumina de pe stradă ,pentru ca adversarii să nu-i poată spiona și să le fie descifrat jocul.
Dintre primii jucători au făcut parte: 
Cohen, Braizer (C), frații Septimer și Severin Mayor, Binder, Kolman, Van Beck, Meyer, Bolton, Vintilescu, Perks, von Vitzeck, Smith, Muller, Faas, Parsons.

## Prima campioană din afara Bucureștiului
În sezonul 1911-1912 United a câștigat campionatul național, învingând în meciul decisiv, disputat la Ploiești, pe Olympia București, cu 6-2. Olimpiștii bucureșteni au evoluat în numai 9 jucători, pe ceilalți 2 titulari, elevi fiind, nu i-au lăsat părinții să facă deplasarea. Începând  din 1914,  mai mulți străini din echipă au părăsit țara și United avea să se destrame înainte de Primul Război Mondial. Din ce a rămas au rezultat două echipe: Româno-Americana FC București și Prahova Ploiești, care va fi adevărata succesoare în tradiția ploieșteană.
```
„Duminică 19 aprilie, pe platoul de lângă Gara Centrală, de la ora 3 după-amiază, s-a disputat matchul de fotbal dintre United FC și 
Colentina
. Ai noștri au bătut cu 8-2, 
Binder
 fiind eroul zilei care a shootat în cotcă la țintă de cinci ori. La întâlnire au participat primarul Ploieștiului, domnul Scarlat Orăscu, oamenii de afaceri Max Șapira, D. Hariton, Gheorghe Cantacuzino, Constatin Negruzzi care au oferit mulțimii gratuit mâncare și băutură din belșug"
 (Ziarul sportiv local 
„Depeșa Prahovei"
)
```

Sâmbătă, 2 iunie 1912, la lăptăria Flora din București, Hans Herzog a decernat cupa din argint care îi poartă numele, câștigătoarei ediției de campionat 1911-1912: echipei A.C. United Ploiești.

## Palmares
Divizia A
 Campioană (1): 1911-12
 Cupa Alexandru Bellio
 Câștigătoare (1): 1911
 Liga a IV-a Prahova:
 Vicecampioni (1): 2021-22
 Cupa României – Județul Prahova
 Câștigătoare (1): 2021-22